# Monumentul lui Ion C. Brătianu
Monumentul lui Ion C. Brătianu din București, proiectat de arhitectul Petre Antonescu și realizat de sculptorul francez Ernest Henri Dubois, în urma câștigării unui concurs internațional organizat în 1900, a fost inaugurat în 18 mai 1903 la intersecția Bulevardului Colței (actual Bulevardul I. C. Brătianu) cu Bulevardul Regele Carol I, cu ocazia împlinirii a 12 ani de la moartea lui Ion Constantin Brătianu. Monumentul a fost finanțat prin subscripție publică.

## Descriere
În vârful monumentului cu o înălțime de aproximativ 9 metri, era înfățișat, în picioare, Ion C. Brătianu în postura de orator cu mâna întinsă spre dreapta, alături de figura alegorică a României încoronate, arătând cu mâna dreaptă către nord. Mai jos, pe piedestal se afla România Nouă, reprezentată printr-o femeie tânără ce rupe lanțul robiei (în Războiul de Independență al României din 1877), iar pe partea opusă, România muncii, reprezentată printr-o femeie cu doi copii, îi oferă lui Ion Brătianu laurii recunoștinței. Pe postament se aflau două altoreliefuri, unul reprezentându-l pe Ion Brătianu în 1848 vorbind națiunii, celălalt pe Prințul Carol salutat de Ion Brătianu și de popor la sosirea sa în România. În cele patru colțuri ale soclului larg se aflau 4 femei așezate în atitudini deosebite.
Pe soclu era dăltuit textul „PRIN MINTEA, PRIN INIMA ȘI BRAȚELE NOSTRE. 1851”. Spre acest text priveau trei personaje: o femeie însoțită de doi copii cărora, cu mâna stângă, le arăta inscripția. Sub acest grup, pe o placă de marmură neagră erau scrise cuvintele: „Lui Ion C. Brătianu. 1903”. Sus pe soclu, alături pe Ion C. Brătianu se aflau două personaje: o femeie, simbolizând biruința, care ținea steagul tricolor, iar lângă ea, un soldat în uniformă și cu raniță model 1877, privind concentrat spre steagul tricolor.

## Proiect de refacere
În ianuarie 2014, Consiliul General al Primăriei Capitalei a întocmit un proiect de hotărâre ce viza reconstruirea monumentului lui Ion C. Brătianu și amplasarea acestuia tot în Piața Universității, însă nu în rondul central, ci între Palatul Ministerului Agriculturii și Spitalul Colțea, în „parcul Colțea”, unde se află în prezent fântâna Vioara Spartă.
În 2016, Consiliul General al Capitalei a organizat un concurs de soluții pentru refacerea lucrării istorice. Dreptul de realizare i-a fost acordat sculptorului Ionel Stoicescu.

Monumentul lui Ion C. Brătianu - reconstituire de sculptorul Ionel Stoicescu în 2019 a originalului realizat de sculptorul francez Ernest Henri Dubois în 1903. În spatele monumentului se vede „parcul Colțea”.

În 2017, prin Hotărârea nr. 129 a Consiliului General al Municipiului București (CGMB), pentru reconstruirea ansamblului monumental I. C. Brătianu, pe acest amplasament, cu o înălțime de aproximativ 15 metri, au fost alocate 7 milioane lei (echivalentul a 1,5 milioane de euro).
Ulterior, s-a luat hotărârea ca monumentul să fie amplasat pe locul istoric din rondul pieței, deasupra pasajului Universității. În iunie 2019, au început lucrările efective de montare a monumentului, Municipalitatea declarând că dorește să inaugureze ansamblul Ion C. Brătianu pe 20 septembrie, cu ocazia zilelor Bucureștiului. Cu o greutate de circa 160 tone, monumentul statuar se va rezema fix pe cei 4 stâlpi din centrul pasajului de la Universitate. Practic, fiecare capăt de stâlp va susține 40 de tone. Toată greutatea pământului care se afla în rond este asemănătoare cu greutatea statuii și astfel nu se încarcă suplimentar pasajul de la Universitate. Prețul acestei replici a fost mărit într-o primă fază la 10 milioane de lei, ca ulterior contractul să ajungă la 18 milioane de lei.
Lucrările nefiind gata la timp, inaugurarea a fost reprogramată pentru joi 10 octombrie 2019. În acest scop, președintele Comisiei Centenar din Primăria Capitalei, Răzvan Theodorescu, a invitat-o personal pe Marie Helene Fabra Brătianu, urmașa familiei Brătianu, care trăiește la Paris, să participe la festivitate. Stră-strănepoata lui Ion C. Brătianu a venit pe cheltuială proprie pentru a participa la această ceremonie, a cărei pregăire a costat peste 240.000 de lei, dar a constatat că ceremonia nu a mai avut loc, din cauza moțiunii de cenzură împotriva guvernului Viorica Dăncilă, programată în aceeași zi.

## Observație
Reconstituirea și inaugurarea statuii lui Ion C. Brătianu s-a făcut în contextul sărbătoririi centenarului Marii Uniri. Numai că Ion C. Brătianu (1821–1891) nu a avut nicio legătură cu Marea Unire. Cel care a avut un rol important în 1918 a fost fiul său, Ionel Brătianu (1864-1927) care a fost președintele Consiliului de Miniștri atunci când România a intrat în Primul Război Mondial și a cârmuit-o când toată conducerea României exilase prin Moldova. Deci, Brătianu-fiul a avut un rol important în 1918, nu Brătianu-tatăl.